# Jodi Rell
Mary Jodi Rell (Norfolk (Virginia), 16 juni 1946 – Florida, 20 november 2024) was een Amerikaans politica van de Republikeinse Partij. Tussen 2004 en 2011 was zij gouverneur van de Amerikaanse staat Connecticut.

## Levensloop
Rell werd geboren met de achternaam Ravis. Ze studeerde aan de Old Dominion-universiteit, maar verliet deze in 1969 om te trouwen met Lou Rell, een Amerikaanse luchtmachtpiloot. Later studeerde ze aan Western Connecticut State University, maar behaalde ook daar geen diploma. Later zou ze wel eredoctoraten krijgen in de rechten van de Universiteit van Hartford en de Universiteit van New Haven.
Haar politieke carrière begon in 1985 met haar verkiezing in het Huis van Afgevaardigden van Connecticut. Zij had daarin tot 1995 zitting. In 1994 werd ze gekozen als luitenant-gouverneur onder gouverneur John Rowland. In 1998 en 2002 werden zij herkozen.

### Gouverneurschap
Toen zittend gouverneur Rowland in 2004 tussentijds moest opstappen omdat er een onderzoek naar hem gaande was vanwege corruptie, volgde Rell hem op en maakte zijn ambtstermijn af. Aansluitend werd ze bij de gouverneursverkiezingen van 2006 verkozen voor een volledige eigen termijn van vier jaar.
Rell ondertekende op 20 april 2005 een wet waarmee Connecticut de eerste staat werd die een geregistreerd partnerschap toestond tussen mensen van dezelfde sekse, zonder daar door een rechter toe gedwongen te zijn. Deze groep kreeg nu dezelfde rechten die al toevielen aan heteroseksuele koppels, zoals het recht op adoptie van kinderen, gezamenlijk belastingaangifte doen, erfrechten en beslissingsbevoegdheid in het geval iemand handelingsonbekwaam wordt. Tegelijkertijd kondigde Rell aan dat zij haar veto zou uitspreken over wetten waardoor het voor twee mensen van dezelfde sekse mogelijk zou worden om te trouwen.
Onder Rell werd de eerste executie uitgevoerd in New England sinds 1960. De seriemoordenaar Michael Bruce Ross werd op 13 mei 2005 ter dood gebracht.
Met betrekking tot het strafwezen zorgde Rell ervoor dat gevangenen niet langer werden vastgezet in een instelling die buiten de staat lag. Zij vond het belangrijk dat de uitgaven daarvoor in de eigen staat werden geïnvesteerd. Ook zou het makkelijk zijn voor families om contact te houden, waardoor het voor een gevangene ook makkelijker zou zijn om na vrijlating terug te keren in de maatschappij. In juli 2007 vermoordden twee veroordeelden, die voorwaardelijk vrij waren, een familie in Cheshire. In reactie daarop stelde Rell een moratorium in met betrekking tot gevangenen die veroordeeld waren voor een gewelddadig incident. Zelf was Rell voorstander van systeem waarbij veroordeelden na drie ernstige overtredingen niet meer vrij kwamen. Het Congres van Connecticut wilde echter niet zo ver gaan.
Rell verdedigde de in de grondwet van Connecticut verwoorde limiet dat de uitgaven van de staatsbegroting niet boven de inkomsten mochten komen. Als een gevolg daarvan had de staat Connecticut over 2006 een begrotingsoverschot van 910 miljoen dollar. In 2007 schokte ze veel aanhangers met de aankondiging dat ze wilde dat de inkomensbelasting zou worden verhoogd, om dat geld vervolgens te kunnen investeren in het onderwijs. Zij sprak zelfs haar veto uit over een wet van de Democraten waarin de inkomensbelasting nog meer werd verhoogd dan zij aanvankelijk wilde. Door een aantal financiële meevallers leek het erop dat zij het benodigde geld voor het onderwijs toch wel zou binnenhalen. Als compromis werd besloten de accijnzen op sigaretten te verhogen.
Rell schaarde zich achter een rechtszaak tegen de federale ministerie van Onderwijs met betrekking tot de No Child Left Behind Act. Zij wilden dat het Congres de wet amendeerde, omdat Connecticut gedwongen zou zijn om tientallen miljoenen dollars extra uit te geven voor het onderwijs. De scholen van Connecticut behoorden al tot de best presterende scholen van het land, maar moesten nu elk jaar getest worden, in plaats van eenmaal in de twee jaar. De staat moest opdraaien voor die extra kosten.
In 2005 ondertekende Rell een Democratisch plan waardoor er een erfbelasting kwam op erfenissen van bedragen boven de 2 miljoen dollar. Critici beweerden dat rijke inwoners daardoor de staat zouden verlaten. In datzelfde jaar ondertekende Rell ook een wet waardoor het voor lobbyisten niet langer toegestaan was financiële contributies te geven aan politieke campagnes. In plaats daarvan zou er publieke financiering beschikbaar komen voor de campagnes.
Rell sprak in mei 2008 nog haar veto uit over een wet waardoor het minimumloon van $ 7.65 per uur zou stijgen naar $ 8 in 2009 en naar $ 8.25 in 2010.
In aanloop naar de Republikeinse Partijconventie in 2008 werd Rell door vele Republikeinen genoemd als een mogelijke running mate voor John McCain. Deze koos echter uiteindelijk voor Sarah Palin.
Bij de gouverneursverkiezingen van 2010 stelde Rell zich niet opnieuw verkiesbaar. Zij werd in januari 2011 opgevolgd door de Democraat Dan Malloy.
Rell overleed op 20 november 2024 op 78-jarige leeftijd.
- Gemeinsame Normdatei: 1198978961
- International Standard Name Identifier: 0000 0000 4838 9423
- Library of Congress Control Number: no2004074994
- SNAC: w6q97kdh
- Virtual International Authority File: 21858142
- WorldCat: E39PBJfmpTMbMgTWY7t8JWxqwC